# Morristown, Tennessee
Morristown är en stad (city) i Hamblen County, och Jefferson County, i Tennessee. I Hamblen County är Morristown administrativ huvudort. Vid 2020 års folkräkning hade Morristown 30 431 invånare.